# Ferrari America
A America é um Grand tourer da Ferrari equipada com motor V12.